# Câmpina
Câmpina là một đô thị thuộc hạt Prahova, România. Dân số thời điểm năm 2002 là 38758 người.